# Nathalie Hugo
Nathalie Hugo (28 settembre 1975) è una doppiatrice, conduttrice televisiva e attrice belga con cittadinanza francese.

## Doppiaggio

### Film
- Kelly Carlson in Presa mortale
- Camille Sullivan in Presa mortale - Il nemico è tra noi
- Meisa Kuroki in Space Battleship Yamato
- Amy Price-Francis in Sei ancora qui - I Still See You

### Film d'animazione
- Cenerentola in Nat e il segreto di Eleonora
- Sakura Haruno in Naruto Shippuden - Il film: La torre perduta
- Christie Clauson in Barbie - Il Natale perfetto
- Pinky Pie in  My Little Pony - Equestria Girls, My Little Pony - Equestria Girls - Rainbow Rocks, My Little Pony - Equestria Girls - Friendship Games, My Little Pony - Equestria Girls - Legend of Everfree, My Little Pony - Il film

### Serie televisive d'animazione
- Hikaru Shido e Mokona in Magic Knight Rayearth
- Rika Sena in Le situazioni di Lui & Lei
- Aizawa Minto in Tokyo Mew Mew - Amiche vincenti
- Gidget in Eureka Seven
- Pinkie Pie in My Little Pony - L'amicizia è magica
- Haku Yuki, Anko Mitarashi in Naruto
- Anko Mitarashi, Sakura Haruno (episodi 154-208) in Naruto Shippuden
- Jackie Wackerman in Kick Chiapposky - Aspirante stuntman
- Pimprenelle in Sofia la principessa
- Natasha Romanoff in Avengers Assemble
- Yamato in One Piece

## Conduzione televisiva
- EuroMillions su La Une (dal 2004)

## Doppiatori italiani
Da doppiatrice, nelle versioni in italiano è stata sostituita da:
- Barbara De Bortoli in Nat e il segreto di Eleonora

| Controllo di autorità | VIAF (EN) 103231807 · ISNI (EN) 0000 0000 7344 1852 · BNF (FR) cb16163380f (data) |